# Lycosa pictula
Lycosa pictula är en spindelart som beskrevs av Pocock 1901. Lycosa pictula ingår i släktet Lycosa och familjen vargspindlar. Inga underarter finns listade i Catalogue of Life.